# Chabichou du Poitou
Pour le fromage générique, voir Chabichou. Pour l'hôtel-restaurant de Courchevel, voir Le Chabichou.
Le chabichou du Poitou est un chabichou (fromage au lait de chèvre à pâte blanche et molle à croûte naturelle) originaire du Poitou (France). Il bénéficie d'une appellation d'origine contrôlée (AOC) depuis 1990. Il s'identifie par une étiquette caractéristique, avec macaron et bretelles.
C'est un petit fromage légèrement tronconique d'un poids moyen de 150 grammes.
Le terme chabichou équivaut à l'occitan cabécou, ayant tous deux pour racine commune le latin capra signifiant chèvre. La différence serait la même qu'on trouve dans les expressions faire chabrot (en poitevin) et cabrot (en occitan) pour dire le fait de boire (sa soupe) comme un chevreau. Le terme chabichou est à rapprocher du mot poitevin chebre (chèvre en français) et surtout de l’ancien poitevin chabre (en usage en occitan limousin) dont il est dérivé.
Sa meilleure période de consommation s'étend de juin à novembre.

## Histoire
Le chabichou est mentionné, en 1872, par l'historien Charles de Chergé dans son Guide du voyageur à Poitiers et aux environs. Il en rapporte l'origine au faubourg de Montbernage.

## Production
La production fromagère caprine s'est fortement développée à cause de la crise du phylloxéra et du développement des coopératives laitières (1906 à Bougon).
La production labellisée AOC commercialisée s'élevait à 512 tonnes en 2007, contre 555 tonnes en 2003, année record de production. Sur ces 512 tonnes, un peu moins de 20 % sont de lait cru, et 7 % sont des produits fermiers (4 éleveurs-fromagers). En 1997, la production de Chabichou frôlait les 340 tonnes.

## Fabrication selon le cahier des charges de l'AOC
Comparé à d'autres, le cahier des charges est réduit. Cependant certains fromagers ou éleveurs-fromagers emploient des méthodes d'élevage et d'élaboration fromagère à buts qualitatifs. Deux systèmes de production se côtoient donc dans la production de ce fromage.
75% de la ration annuelle des chèvres doit provenir de l'aire géographique mentionnée dans le cahier des charges, cependant ce document ne mentionne pas d'obligation de pâturage donc dans certains élevages les chèvres peuvent être en bâtiment toute l'année.
La zone de production de l'AOC est assez limitée puisqu'elle s'étend sur le Haut-Poitou (calcaire) : le Sud de la Vienne, les Deux-Sèvres et le Nord de la Charente.

### Le lait
Le lait produit sera obligatoirement de chèvres élevées au sein du terroir du seuil du Poitou. Les choix concernant la race, les méthodes d'élevage et l'alimentation des bêtes sont laissés à la discrétion des éleveurs.

### L'élaboration du fromage

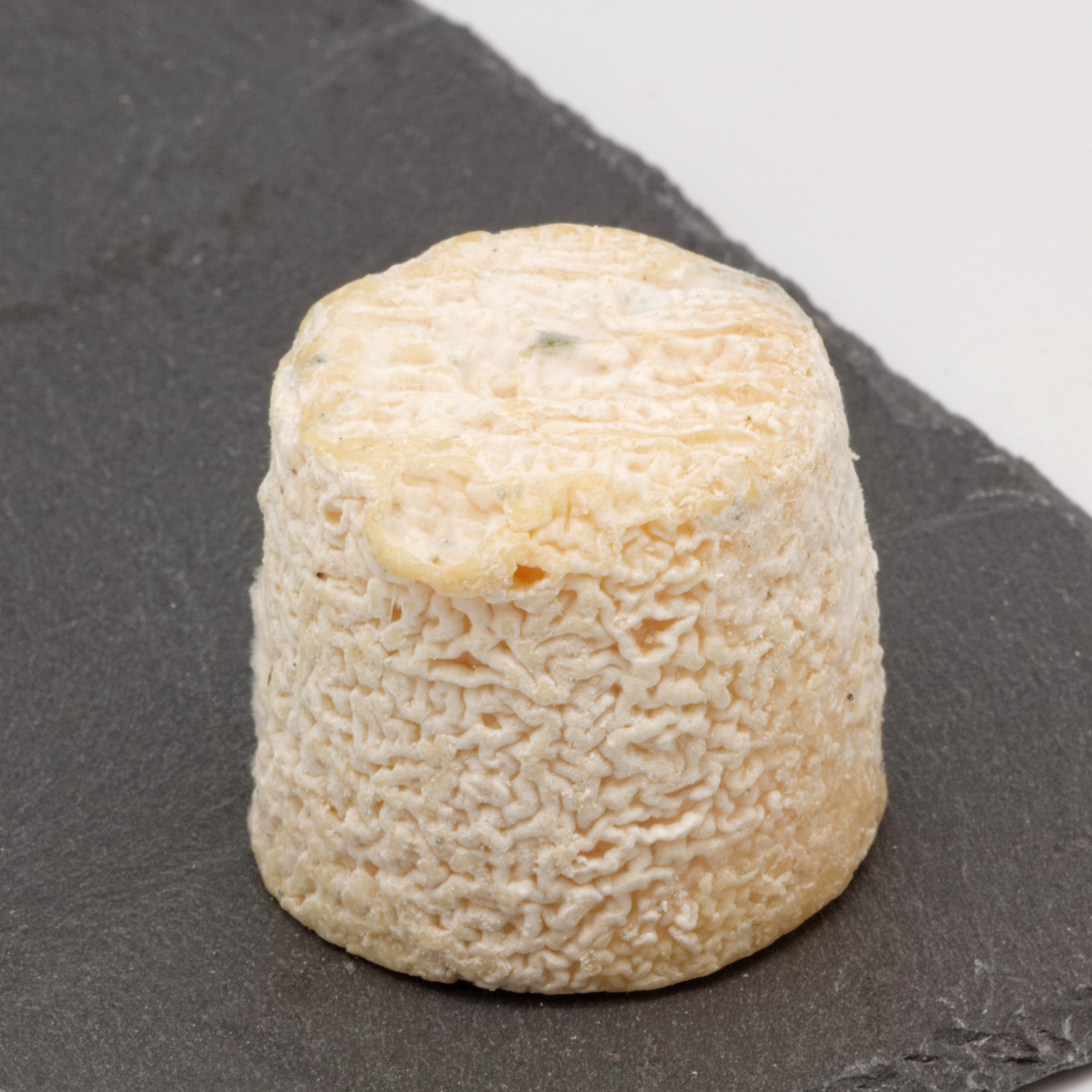
Chabichou du Poitou.

Le fromage doit être fait de lait entier. Cela peut être du lait cru ou pasteurisé, micro-filtré, etc. Il peut être également réfrigéré pour une fabrication différée. Des laits de différentes fermes peuvent être mélangés.
Le caillé obtenu sera formé dans des moules perforés et tronconiques (dimensions spécifiques), manuellement avec une louche (pour ne pas rompre le caillé) ou dans des répartiteurs (beaucoup plus rapide). Vient l'égouttage pendant 18 à 24 heures avec retournement deux à trois fois à 22 °C. Plus tard, le fromager démoulera et salera avec du sel sec ou quelquefois dans un bain de saumure. Ils sont ensuite disposés en salle de ressuyage pour les égoutter de nouveau en les plaçant dans des moules pendant 24 à 48 heures. Puis ils sont installés dans le hâloir de 10 à 12 °C et sous 80 à 90 % d'hygrométrie. Ils y restent au minimum 10 jours, mais généralement deux à trois semaines. Certains y sont conservés quelques mois pour concentrer les saveurs.

## Consommation
Si les chèvres sont élevées traditionnellement au pâturage, la période de consommation idéale s'étale d'avril à août après un affinage de 10 à 20 jours, mais aussi de mars à décembre. Sa pâte est blanche à odeur caprine.
Pour certains, le chabichou du Poitou peut s'apprécier avec un vin blanc et, plus particulièrement, avec les vins de son pays à base de sauvignon, qui ont un goût « sauvage et typique ». Lorsque le chabichou est plus affiné, on peut aussi le préférer avec un vin rouge ou, à l'apéritif, avec un pineau des Charentes.